# Intel Xeon (P6)
Die Intel-Xeon-Serie auf Basis der Intel-P6-Architektur ist eine Familie von 32-Bit-Mikroprozessoren für Server und Workstations. Sie waren die ersten Prozessoren, die Intel explizit für dieses Marktsegment entwickelte. Mit ihnen führte Intel den Markennamen Intel Xeon ein. Die Abmessungen der im Vergleich zu den Nicht-Xeon Modellen großen S.E.C. (Single Edge Contact) Cartridge des Pentium II/III Xeon betragen: 123 × 153 × 19 mm (Höhe × Breite × Tiefe).

## Modelldaten

### Drake
- L1-Cache: 16 + 16 KiB (Daten + Instruktionen)
- L2-Cache: 512, 1024 oder 2048 KiB (on package)
- MMX
- Slot 2, GTL+ mit 100 MHz (SDR)
- Leistungsaufnahme (TDP): bis 46,7 W
- Erscheinungsdatum: 29. Juni 1998
- Fertigungstechnik: 250 nm
- Taktraten:
  - 512 KiB L2-Cache: 400 und 450 MHz
  - 1024 KiB L2-Cache: 400 und 450 MHz
  - 2048 KiB L2-Cache: 450 MHz

### Tanner

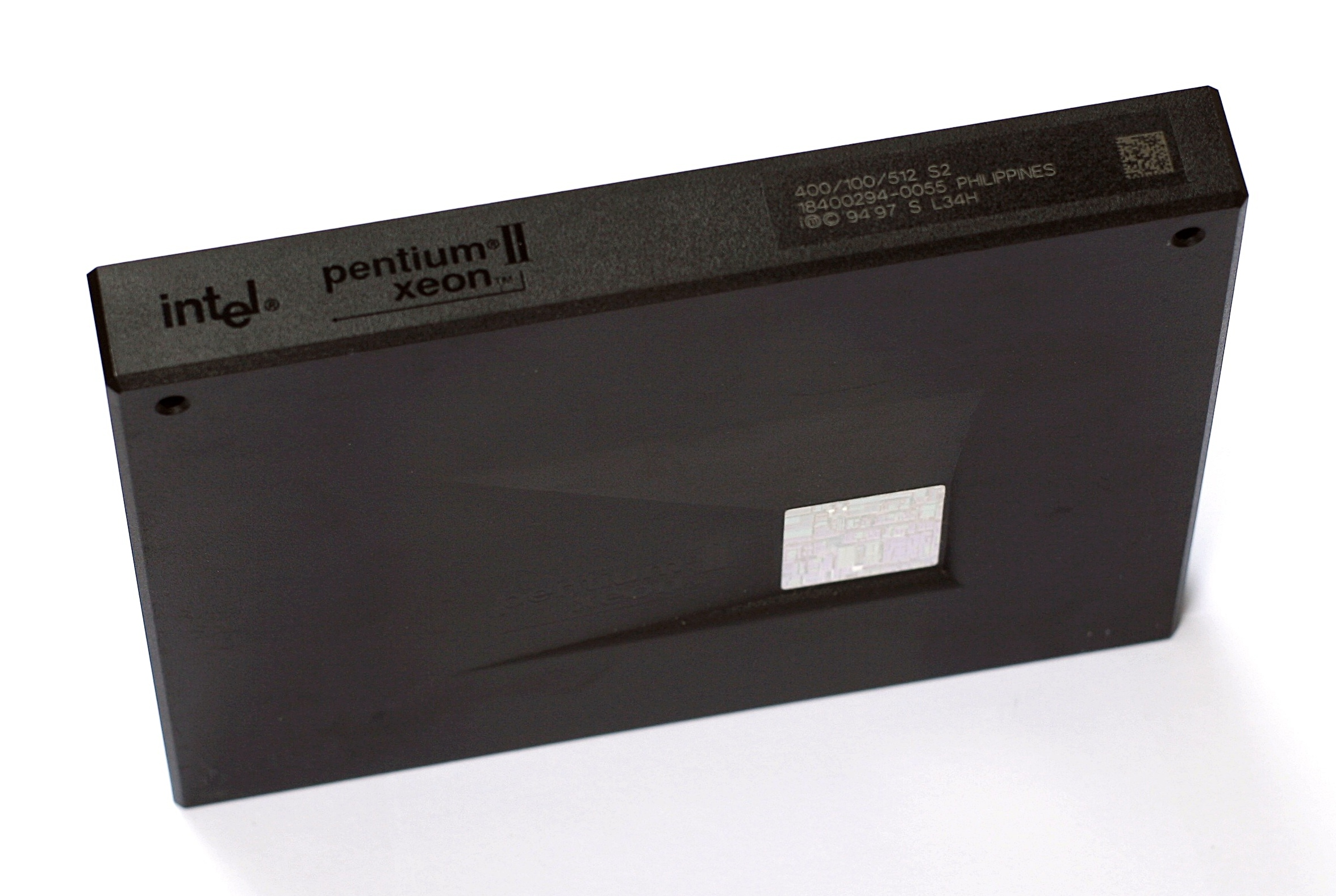
Intel Pentium II Xeon (Drake)

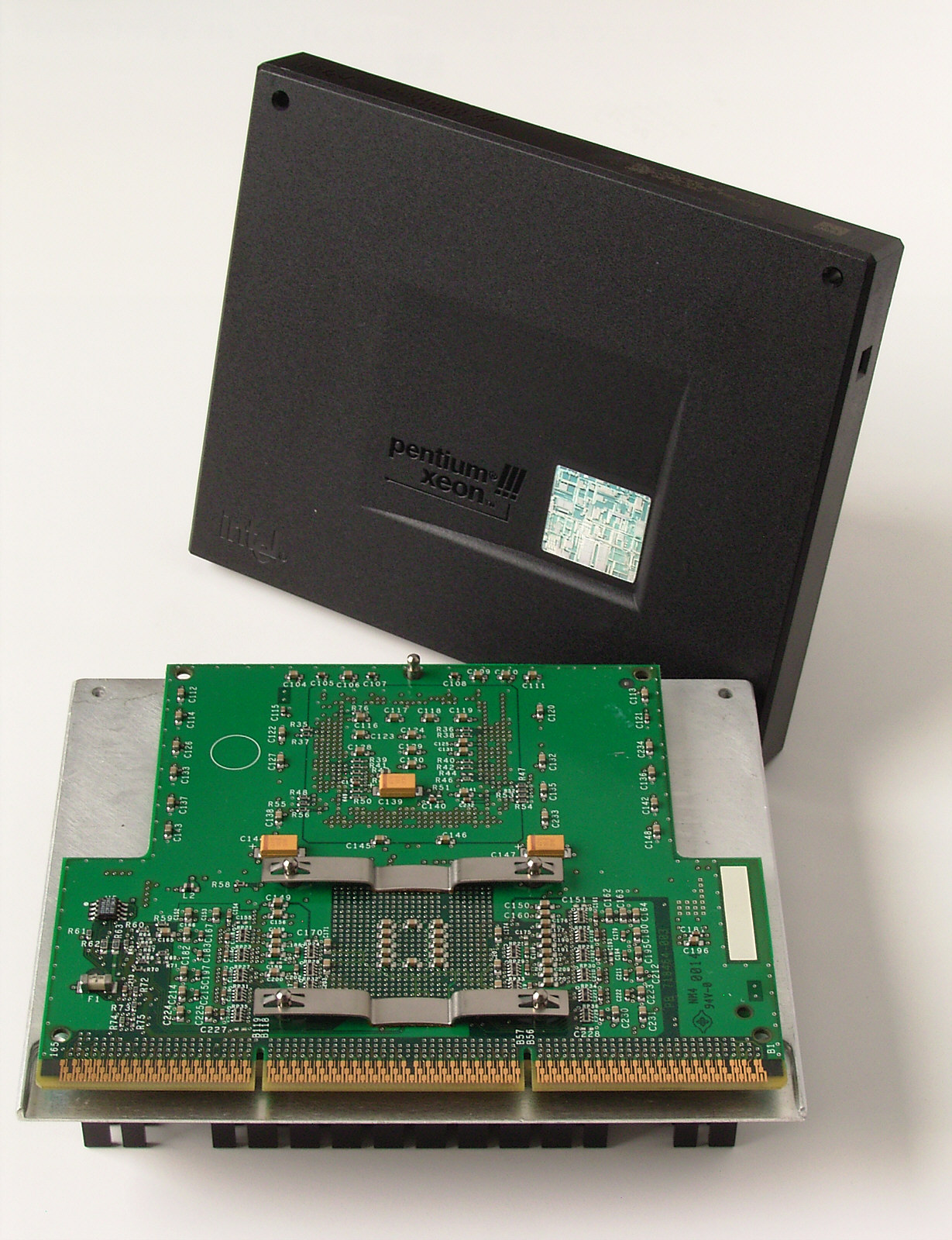
Intel Pentium III Xeon mit 550 MHz (Tanner)

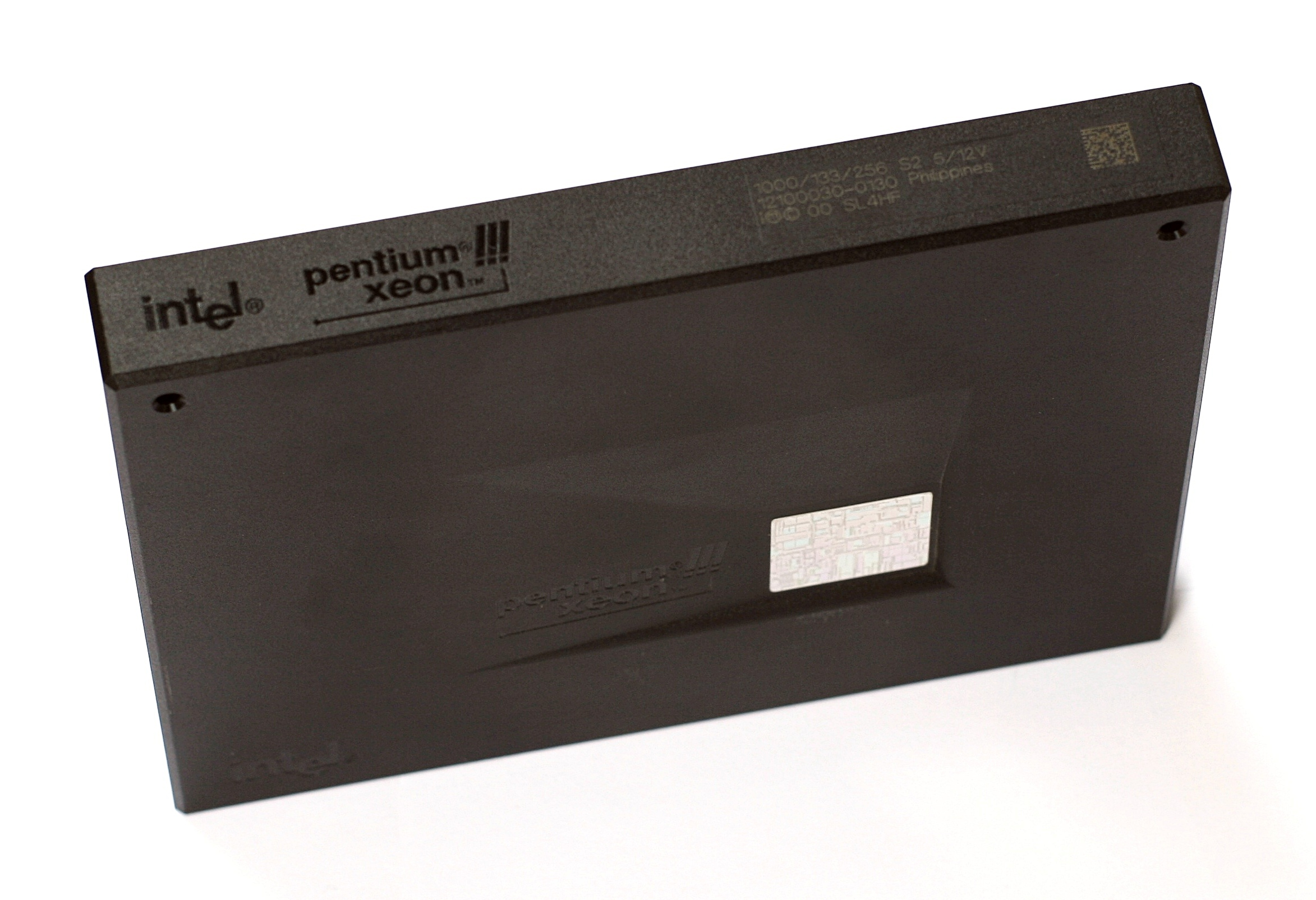
Intel Pentium III Xeon (Cascades)

- L1-Cache: 16 + 16 KiB (Daten + Instruktionen)
- L2-Cache: 512, 1024 oder 2048 KiB (on package)
- MMX, SSE
- Slot 2, GTL+ mit 100 MHz (SDR)
- Leistungsaufnahme (TDP): bis 39,5 W
- Erscheinungsdatum: 17. März 1999
- Fertigungstechnik: 250 nm
- Taktraten:
  - 512 KiB L2-Cache: 500 und 550 MHz
  - 1024 KiB L2-Cache: 500 und 550 MHz
  - 2048 KiB L2-Cache: 500 und 550 MHz

### Cascades
- L1-Cache: 16 + 16 KiB (Daten + Instruktionen)
- L2-Cache: 256 KiB (on-die mit vollem Prozessortakt), 1024 oder 2048 KiB (on-package)
- MMX, SSE
- Slot 2 (FSB 100) und Sockel 495 (FSB 133), GTL+ mit 100 oder 133 MHz (SDR)
- Leistungsaufnahme (TDP): bis 44 W
- Erscheinungsdatum: 25. Oktober 1999
- Fertigungstechnik: 180 nm
- Taktraten:
  - 256 KiB L2-Cache:
    - FSB 100: 600 MHz
    - FSB 133: 667, 733, 800, 866, 933 und 1000 MHz

  - 1024 KiB L2-Cache (FSB 100): 700 MHz
  - 2048 KiB L2-Cache (FSB 100): 700 und 900 MHz

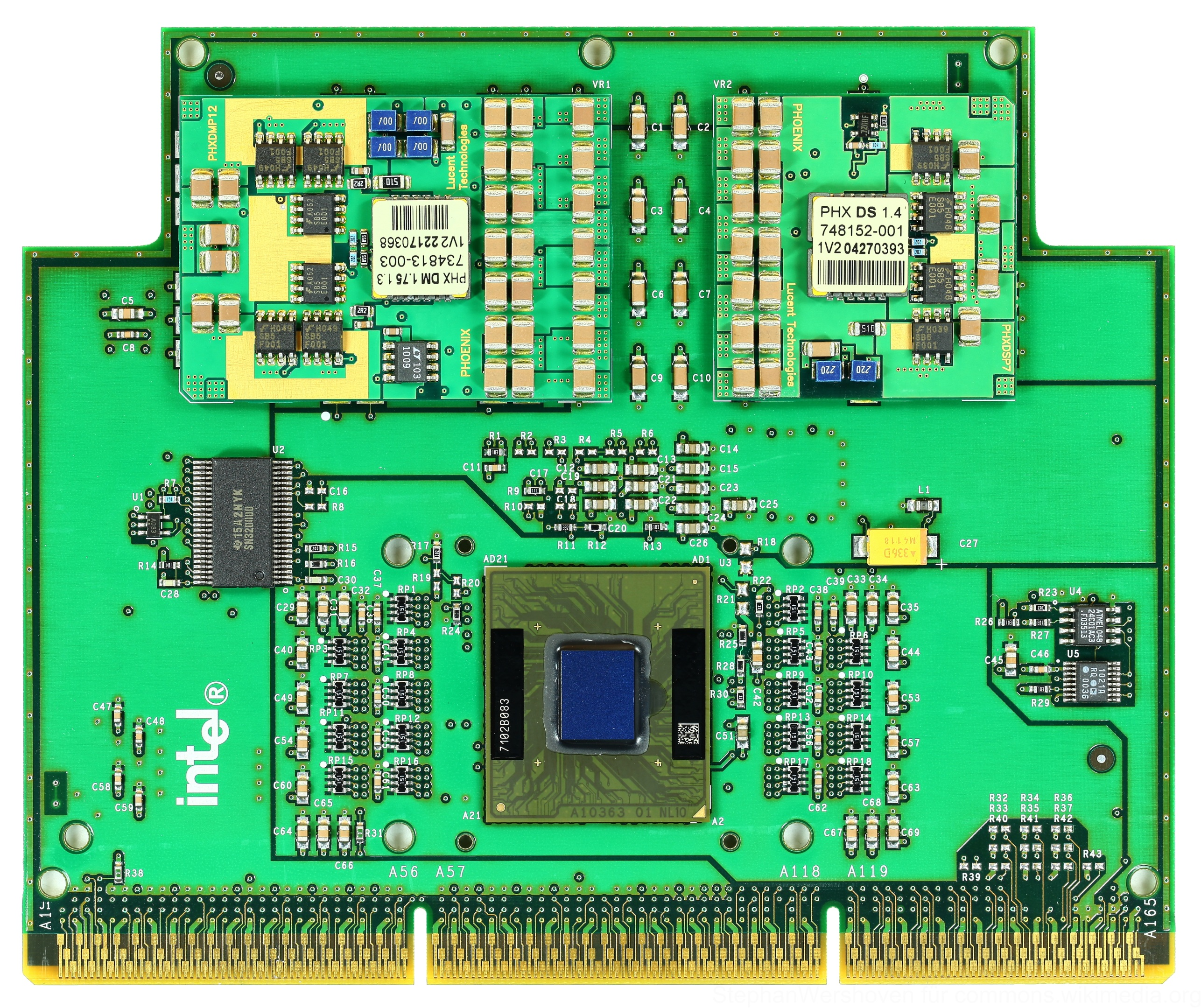
Xeon 1000/133/256
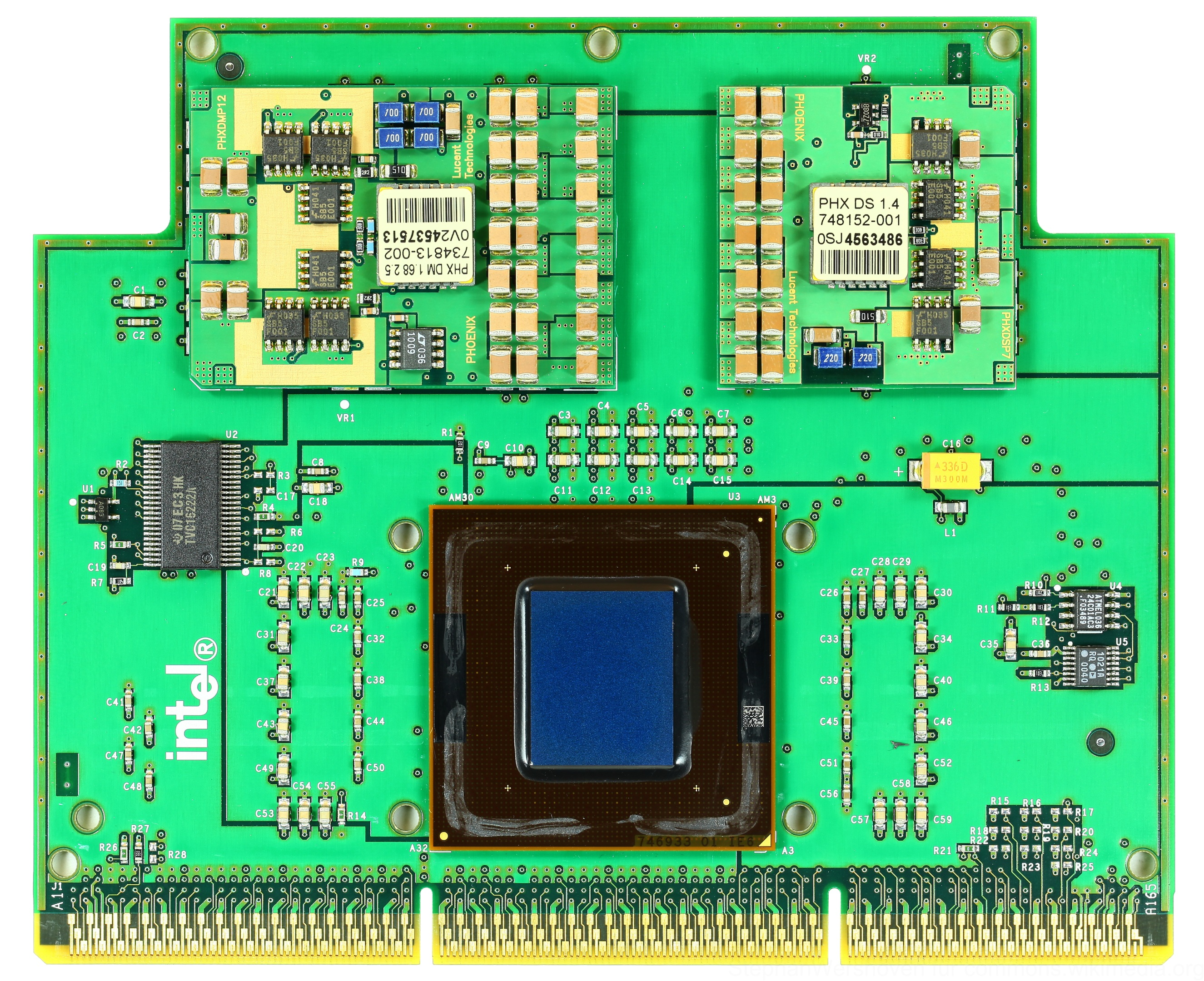
Xeon 700/100/2M mit Cascades-Kern